# Pomiar dydaktyczny
Pomiar dydaktyczny - uściślone sprawdzanie i ocenianie osiągnięć szkolnych dokonywane według teoretycznie uzasadnionych i wypróbowanych reguł. Prowadzi do przyporządkowania symboli (ocen) uczniom w taki sposób, by relacje między symbolami odpowiadały relacjom między uczniami ze względu na określone osiągnięcia.